# Башмачанська сільська рада
| Башмачанська сільська рада — орган місцевого самоврядування у Солонянському районі Дніпропетровської області з адміністративним центром у c. Башмачка. Сільській раді підпорядковані населені пункти: - c. Башмачка - с. Панькове - с. Кам'яно-Зубилівка - с. Любимівка - с. Любов - с. Перше Травня - с. Широкополе Населення становить 2 077 осіб. |

## Територія
Загальна територія селищної ради — 8574,4 га. З них:
- Під забудовою — 172,49 га
- 7 Ставків − 41,03 га
- Ріллі — 232,9 га
- Пасовищ — 54,2 га
- Лісів — 507,13 га
- Микільське лісництво — 371,6 га

## Склад ради
Рада складається з 18 депутатів та голови.
Голова сільради — Бережна Людмила Іванівна.

## Керівний склад сільської ради
| ПІБ                      | Основні відомості                                                           | Дата обрання | Дата звільнення |
| ------------------------ | --------------------------------------------------------------------------- | ------------ | --------------- |
| Бережна Людмила Іванівна | Сільський голова, 1963 року народження, освіта, член Партії Зелених України | 26.03.2006   | 31.10.2010      |
| Бережна Людмила Іванівна | Сільський голова, 1963 року народження, освіта вища, член Партії регіонів   | 31.10.2010   |                 |

Примітка: таблиця складена за даними джерела

## Найбільші підприємства
- СТОВ «Агрос»
- ТОВ «Сонячне»
- ТОВ «Агро майстер»
- ТОВ «Комерцтасвиробник»
- ТОВ «Перспектива»
- 8 фермерських господарств

## Комунікації

### Опалення
- Природний газ наявний у населених пунктах: Башмачка, Любимівка, Дніпрельстан.
- Тверде опалення: Кам'яно-Зубилівка, Любов, Перше Травня, Широкополе.

### Водопостачання
У селі Башмачка наявне централізоване водопостачання. В інших селах є колодязі з питною водою.

## Заклади

### Закладиохорони здоров'я
- Башмачка — фельдшерсько-акушерський пункт
- Любимівка — фельдшерсько-акушерський пункт
- Дніпрельстан — фельдшерсько-акушерський пункт

### Культурні заклади
- Башмачанський будинок культури
- Башмачанська сільська бібліотека
- Любимівський сільський клуб
- Любимівська сільська бібліотека
- Широкопільський сільський клуб

### Освітні заклади
- Башмачанська середня школа
- Башмачанський дошкільний навчальний заклад «Ромашка»

## Історичні пам'ятники
На території села Башмачка розташована пам'ятка археології — скіфське городище, найдавніша фортеця Дніпропетровщини, що датується III — IV століттям до нашої ери.
Поблизу села Любимівка, яке входить до складу Башмачанської сільської ради, в 1929–1930 роках археологами було виявлено і досліджено поселення гончарів VII ст. н. е. Подальші розкопки в період 1964–1970 років виявили печі для обпалення посуду періоду черняхівської культури. Одна з таких печей зараз знаходиться в експонатах Дніпропетровського музею імені Яворницького.
На території сільської ради знаходиться Меморіал Слави, 6 братських могил загиблим воїнам, пам'ятники Петровському Г. І., Куйбишеву В. В.